# Nevada Northern Railway
 (janvier 2022).
Le Nevada Northern Railway (sigle de l'AAR: NN) était un chemin de fer américain de classe I en exploitation dans le Nevada, qui fut créé en 1905 pour desservir une importante région productrice de cuivre dans le Comté de White Pine, Nevada. Le réseau d'une longueur de 225 km reliait Ely à Cobre, où il se connectait avec le Southern Pacific Railroad. Face à la diminution de la rentabilité de la production de cuivre, la Kennecott Copper Corporation, maison mère du Nevada Northern, cessa ses activités dans la région.

## Les origines
Le Nevada Northern devait ses origines à la découverte et au développement d'importants gisements de cuivre porphyrique près de Ely en 1901. Deux des plus grandes mines de la région furent rachetées en 1902 par Mark Requa, président de l'Eureka and Palisade Railroad situé dans le centre du Nevada. Requa constitua la White Pine Copper Company pour développer ses nouvelles acquisitions. Il parut évident que seul le rail serait capable d'exploiter pleinement le potentiel de ces mines isolées. Les géomètres indiquèrent que la route la plus pratique pour une telle voie ferrée devait passer au nord de Ely pour se connecter ensuite avec le Southern Pacific Railroad quelque part aux alentours de Wells.
Les diverses mines de cuivre que possédait Ely dans la région furent fusionnées en 1904 pour constituer la Nevada Consolidated Copper Company. Le Nevada Northern Railway (NN) fut créé le 1er juin 1905 pour construire une ligne reliant les mines de la Nevada Consolidated ainsi que le haut fourneau au reste du réseau ferroviaire national. La réalisation de la ligne fut confiée à la Utah Construction Company, qui commença les travaux le 11 septembre 1905. La construction partit de Cobre, où le NN avait choisi de se connecter au Southern Pacific, et progressa vers le sud. La ligne, longue de 225 km, fut achevée un an après. Le 29 septembre 1906, Requa planta le dernier clou à Ely, lequel avait été fabriqué symboliquement avec le cuivre local du comté de White Pine. Cet événement donna lieu à 2 jours de célébration.
Une ligne supplémentaire fut posée dans la région d'Ely au cours des années 1907-1908, pour desservir l'industrie minière locale. Cette nouvelle ligne, connue sous le nom de "Ore Line" (ligne du minerai), incluait une portion qui contournait Ely par le nord, et qui continuait vers l'ouest par le Robinson Canyon pour atteindre les mines de cuivre de Ruth. À partir de l'Ore Line, un nouvel embranchement baptisé "Hiline", fut nécessaire pour relier le dernier haut fourneau implanté à McGill, au nord-est d'Ely. L'Ore Line devint immédiatement la portion la plus active du Nevada Northern, avec des douzaines de trains de minerai chaque jour.
En tant que filiale du Nevada Consolidated, le premier rôle du NN était le transport de minerai de cuivre et de produits finis. Il transporta cependant d'autres marchandises, et il exploita également un train de voyageurs quotidien entre East Ely et Cobre jusqu'en 1941. Des trains locaux furent aussi exploités entre Ely, Ruth et McGill au profit des employés des mines et des autres jusque dans les années 1930; et des trains scolaires spéciaux transportaient les étudiants vers White Pine High School dans le centre d'Ely.
Une série de transactions financières menées dans les années 1920 et 1930, finirent par donner le contrôle de la Nevada Consolidated à la Kennecott Copper Corporation. La fusion dans la Kennecott se réalisa officiellement en 1942; la Nevada Northern devenant une filiale de la Kennecott Copper.
Face à la diminution des réserves de minerai, et aux cours peu élevés du cuivre, la Kennecott ferma les mines de la région de Ruth en mai 1978, ce qui mit un terme au trafic ferroviaire entre Ruth et le haut fourneau de McGill. Le haut fourneau ferma ensuite le 20 juin 1983, et le Nevada Northern arrêta toutes ses exploitations immédiatement après.

## De nos jours
En 1986, la Kennecott, par une série de donations, transféra la totalité de l'Ore Line ainsi que le triage et les ateliers de East Ely, à la White Pine Historical Railroad Foundation, société à but non lucratif.
De nos jours elle exploite la ligne sous le nom de Nevada Northern Railway Museum. Des excursions sont proposées au public entre Ely, Ruth et McGill, en utilisant du matériel d'époque tracté par des locomotives historiques à vapeur ou diesel.
Le National Park Service approuva le 27 septembre 2006, la décision du National Historic Landmarks Committee du Nevada d'inscrire au National Historic Landmark les installations d'East Ely du NN.
En 1987, le Los Angeles Department of Water and Power racheta la ligne Cobre-East Ely, en vue de la construction d'une centrale thermique au charbon, mais la centrale ne fut jamais bâtie. Les années 1990 connurent une brève reprise des mines de cuivre près de Ruth, grâce à la Broken Hill Proprietary Company (BHP). En 1996, après avoir posé des voies supplémentaires près de Ruth, le BHP Nevada Railroad réactiva un trafic jusqu'à Shafter. Mais la mine et le chemin de fer s'arrêtèrent dès 1999. Lorsque l'activité minière reprit en 2004, le minerai concentré fut transporté par camion plutôt que par rail.
La ligne inutilisée entre Ely et Cobre fut acquise par la ville d'Ely en 2006. Un projet de la Sierra Pacific ressources concernant la construction d'une centrale thermique de 2 500 MW pour la ville d'Ely, laisse entrevoir le retour du chemin de fer pour acheminer cette fois du charbon vers le Comté de White Pine.

### source
Myrick, David F. Railroads of Nevada and Eastern California, Vol. 1. Berkeley: Howell-North Books, 1962.